# Steinkreise von Castledamph
Die Steinkreise von Castledamph, liegen im gleichnamigen Townland (irisch Caisleán Damh) auf einer Nord-Süd orientierten Linie westlich des Portal Tomb von Glenroan, östlich von Plumbridge in den Sperrin Mountains im County Tyrone in Nordirland. Die bronzezeitlichen Steinkreise wurden im 19. Jahrhundert beim Torfstechen in 1,8 m Tiefe entdeckt.

## Die Nordkreise
Die Nordkreise sind Reste zweier tangierender Steinkreise. Der westliche Kreis mit etwa 13,0 m Durchmesser besteht aus 17 für Nordirland recht hohen Steinen. Der östliche Kreis ist oval mit 11,6 auf 11,2 m Durchmesser und besteht aus 20 Steinen. Wie bei Er Lannic in der Bretagne stehen die höchsten Steine im Kontaktbereich.

## Der Südkreis
Der 1937 ausgegrabene Südring ist ein konzentrischer Steinkreis aus kleinen Steinen, der von einer Feldgrenze geteilt wird. Der äußere Kreis hat etwa 19,8 m, der innere, etwa als Halbkreis erhaltene, hat etwa 9,1 m Durchmesser. Zwischen den Ringen liegt ein Steinpflaster. Im Zentrum bedeckt ein etwa 0,6 m hoher Cairn von etwa 3,7 m Durchmesser eine kleine Steinkiste, die Holzkohle und Skelettreste einer etwa 18 Jahre alten Person enthielt. Es fand sich eine Pfostengrube im Cairn und daneben ein möglicherweise als Deckstein der Steinkiste benutzter Schalenstein.

## Steinreihe
Eine doppelte Steinreihe aus hohen und niedrigen Steinen liegt zwischen den nördlichen Steinkreisen und dem südlichen Steinkreis, ohne diese zu berühren. Die  etwa 22,9 m lange östliche Reihe besteht aus 16 bis zu einem Meter hohen Steinen. Die Steine der westlichen Reihe sind mit 0,2 m Höhe wesentlich kleiner. Neben der Steinreihe liegen ein weiterer, jedoch leerer Cairn, drei mutmaßliche Pfostengruben und der stärker gestörte konzentrische Ostring von etwa 5,5 m Durchmesser.